# Dudley DeGroot
Dudley Sargent DeGroot (ur. 20 listopada 1899 w Chicago, zm. 5 maja 1970 w El Cajon) – amerykański trener, sportowiec, olimpijczyk, zdobywca złotego medalu w turnieju rugby union na Letnich Igrzyskach Olimpijskich w 1924 roku w Paryżu.
W latach 1951–53 był przewodniczącym Komitetu Etyki American Football Coaches Association.
Jego nazwiskiem sygnowane jest jedno ze stypendiów sportowych na San Jose State University.

## Kariera sportowa
Podczas studiów na Uniwersytecie Stanforda reprezentował barwy Stanford Cardinal w koszykówce, pływaniu, piłce wodnej i futbolu amerykańskim. W latach 1923–1924 był mistrzem Intercollegiate Association of Amateur Athletes of America w pływaniu stylem grzbietowym. Trzyletnie występy w futbolowej drużynie uczelni, której został kapitanem w 1922 roku, przyniosły mu natomiast miejsce w Stanford Athletic Hall of Fame.
Z reprezentacją Stanów Zjednoczonych zagrał w turnieju rugby union na Letnich Igrzyskach Olimpijskich 1924. Wystąpił w jednym meczu tych zawodów – 18 maja Amerykanie pokonali na Stade de Colombes Francuzów 17–3. Wygrywając oba pojedynki Amerykanie zwyciężyli w turnieju zdobywając tym samym złote medale igrzysk.
Był to jego jedyny występ w reprezentacji kraju, a wraz z pozostałymi amerykańskimi złotymi medalistami w rugby union został w 2012 roku przyjęty do IRB Hall of Fame.

## Kariera trenerska
Tuż po ukończeniu studiów z zakresu ornitologii podjął się pracy asystenta trenera na macierzystej uczelni, pisując wówczas również felietony dla kalifornijskich gazet. W kolejnych latach pracował z sukcesami w junior college'ach, Santa Barbara State College i Menlo Junior College, jako trener futbolu oraz dyrektor wychowania fizycznego.
W 1932 roku objął stanowisko trenera w San Jose State University. Podczas ośmiu sezonów zespół Spartans trzykrotnie zdobył tytuł mistrzów konferencji osiągając ogólny wynik 59–19–8. Pracę z zespołem zakończył w 1939 roku pierwszym w historii Spartans sezonem samych zwycięstw. Doradcą DeGroota w San Jose był jego trener ze Stanford, Pop Warner.
Do University of Rochester został ściągnięty w 1940 roku przez ówczesnego rektora tej uczelni, Alana Valentine, z którym wspólnie zdobyli złoty medal paryskich igrzysk olimpijskich. Prócz nominacji na głównego trenera futbolu amerykańskiego otrzymał również etat wykładowcy wychowania fizycznego, a kontrakt został podpisany na 11 lat. W tym samym roku otrzymał również tytuł doktora za pracę A history of physical education in California (1848–1939). Drużyna, która w poprzednich trzech sezonach odniosła łącznie dwa zwycięstwa, odrodziła się pod przewodnictwem DeGroota. W latach 1940–1943 Yellowjackets osiągnęli kolejno rezultaty 4–3–0, 6–1–0, 7–1–0 i ponownie 6–1–0.
Jego osiągnięcia w futbolu akademickim zwróciły na niego uwagę włodarzy ligi zawodowej. Otrzymawszy propozycję przejęcia posady szkoleniowca Washington Redskins, poprosił o zwolnienie z kontraktu w Rochester, na co władze uczelni niechętnie wyraziły zgodę. Związawszy się ze stołeczną drużyną pięcioletnim kontraktem, w pierwszym sezonie osiągnął rezultat 6–3–1, w drugim natomiast z wynikiem 8–3–0 doprowadził ją do zwycięstwa w dywizji wschodniej National Football League ulegając jednak w walce o mistrzostwo NFL sezonu 1945 zespołowi Cleveland Rams 15–14. Po dwóch latach pracy w wyniku konfliktu z władzami klubu odszedł do nowo powstałej All-America Football Conference obejmując tam rolę trenera Los Angeles Dons. Inauguracyjny sezon drużyna zakończyła bilansem 7–5–2, w trakcie drugiego DeGroot został zaś zwolniony.
Powrócił następnie do trenowania drużyn akademickich. Przez dwa lata spędzone na Uniwersytecie Wirginii Zachodniej zespół Mountaineers osiągnął wynik 13–9–1, zdobywając dodatkowo 1 stycznia 1949 roku Sun Bowl. W lutym 1950 roku zatrudniony został jako trener New Mexico Lobos z University of New Mexico, skąd został zwolniony w marcu 1953 roku z powodu konfliktu odnośnie do przyszłości futbolu na tej uczelni. Wyniki w tych trzech sezonach (2–8–0, 4–7–0 i 7–2–0) dały mu tytuł najlepszego trenera konferencji oraz miejsce w UNM Athletics Hall of Honor.
Wyjechał następnie do Norymbergi, by nadzorować sportowy program USAREUR. Zmarł w swym domu w El Cajon w wieku siedemdziesięciu lat.

## Życie prywatne
Był członkiem Phi Beta Kappa; żonaty z Alice, czwórka dzieci.